# Sinjska alka
A Sinjska alka (horvát kiejtése: [sîːɲskaː âːlka]) egy lovasverseny, amelyet 1716 óta minden augusztus első vasárnapján rendeznek a horvátországi Sinj városában az oszmán-velencei háborúban 1715. augusztus 14-én aratott horvát–velencei győzelem emlékére, amelyben a mintegy 700 fős horvát helyi keresztény lakosságnak kisebb számú velenceivel együttműködve sikerült megvédenie Sinjt a Mehmed-paša vezette 60 000 oszmán katona ellen. Ennek a győzelemnek köszönhetően a velenceiek megtartották az irányítást Sinj felett, és az 1718-ban aláírt pozsareváci béke feltételeinek megfelelően integrálták a velencei Dalmáciába.
A sinjiek azt hitték, hogy a Sinji Szűzanya csodálatos módon elűzte az oszmánokat, így segítette őket megvédeni városukat. Mária (Velika Gospa) mennybemenetelének nemzeti ünnepén, augusztus 15-én a Sinji Szűzanya tiszteletére körmenetet szerveznek, melynek során a lovasok (alkari) teljes díszben felvonultatják a Sinji Szűzanya festményét a város utcáin.
Maga az Alka egy lovasverseny, ahol a teljes vágtában lovagló lovasok egy függő fémgyűrűre (alka) irányítják lándzsáikat, és aszerint kapják a pontokat, hogy a gyűrű melyik szektorát tudják átszúrni. 2010-ben az Alka felkerült az UNESCO Szellemi Kulturális Örökség listájára.

Alka pontozás: a két alsó szegmens 1-1 pontot, a felső szegmens 2 pontot, a középső gyűrű 3 pontot ér

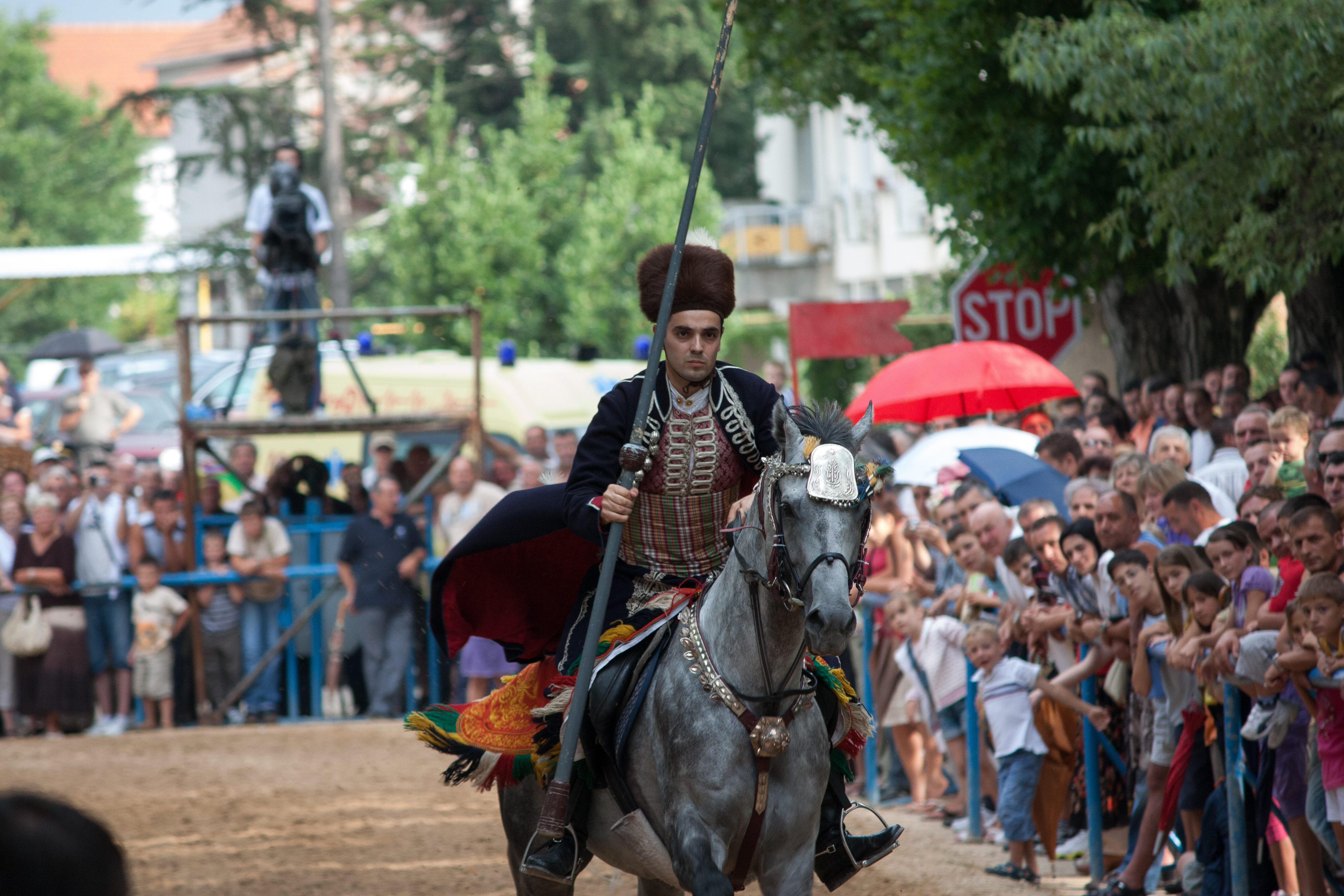
Ante Zorica "alkar", négyszeres győztes

Az Alkán csak a Cetinska krajinában (a Cetina folyó völgye mentén fekvő terület, Sinj közelében) született férfiak vehetnek részt. Nagy kiváltságnak számít a tornán való részvétel. Az alkarai vajda ("herceg") az alkárok parancsnokát jelképező ünnepi cím. Nagy megtiszteltetés az alkar vojvodának lenni, és csak a legjelentősebb Cetinska krajinai férfiak válnak azzá. Az alkárok viselete ugyanaz, mint a 18. századi harcosok viselete. Minden alkárhoz jár egy apród (alkarski momak), aki régi népviseletbe öltözött, többféle fegyvert (jatagán, kovaköves muskéta és puska, buzogány, pajzs) visel. Az alkárok szinte kizárólag az Alkári Istállóban tenyésztett, tartott vagy karbantartott lovakon lovagolnak.

## Fordítás
Ez a szócikk részben vagy egészben  a   Sinjska alka című angol Wikipédia-szócikk ezen változatának fordításán alapul.  Az eredeti cikk szerkesztőit annak laptörténete sorolja fel. Ez a jelzés csupán a megfogalmazás eredetét és a szerzői jogokat jelzi, nem szolgál a cikkben szereplő információk forrásmegjelöléseként.